# The Cactaceae; descriptions and illustrations of plants of the cactus family
The Cactaceae; descriptions and illustrations of plants of the cactus family, (abreujat Cactaceae), és un llibre amb il·lustracions i descripcions botàniques que va ser escrit conjuntament per Nathaniel Lord Britton i Joseph Nelson Rose. Va ser publicat en quatre volums en els anys 1919-1923.
Els autors hi descriuen 1.325 espècies de la família de cactus, amb 124 gèneres. Conté 137 plaques a tota pàgina, 107 en color, 1.120 fotografies en blanc i negre i dibuixos, que van ser una excel·lent il·lustració. Gran part de les làmines en color i dibuixos van ser realitzats per Mary Emily Eaton.

## Gènesi

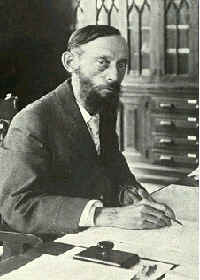
Nathaniel Lord Britton

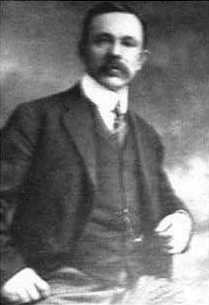
Joseph Nelson Rose

Nathaniel Lord Britton i Joseph Nelson Rose van començar els seus estudis de cactus en 1904. El pla original era simplement escriure una descripció dels cactus d'Amèrica del Nord. Daniel Trembly MacDougal (1865-1958), director del Desert Laboratory a Tucson, primer van convèncer a Britton i Rose, i el gener de 1911 als líders de la Carnegie Institution for Science, per a l'estudi total de la família de plantes. Les obres del projecte generosament finançat per la Carnegie Institution va començar el 15 de gener de 1912. Rose estava en les seves funcions com a comissari adjunt de la Smithsonian Institution. Ell va prendre una posició com a investigador associat de la Carnegie Institution. Va rebre el suport dels seus dos ajudants William Reed Fitch i Paul George Russell (1889–1963). Britton, director del New York Botanical Garden, va treballar com autònom per al projecte. Robert Statham Williams (1859–1945) va ser el responsable de la selecció de plantes il·lustratives.

## Visita de les col·leccions i herbaris a Europa
la primera tasca de Joseph Nelson Roses va ser al començament de 1912 viatjar a Europa per visitar als herbaris locals i col·leccions de plantes, ja que gairebé totes les primeres descripcions dels cactus havien estat realitzades per autors europeus. Particular atenció es dirigeix a l'atenció dipositada en els exemplars tipus dels herbaris i la comparació amb les descripcions originals de les col·leccions dels jardins botànics de les plantes conreades.
A Londres va buscar el Jardí Botànic de Kew, i va consultar a les col·leccions del Museu d'Història Natural i de la Societat Linneana de Londres. A París van ser durant la seva visita al Museu Nacional d'Història Natural, d'especial interès per a Alexander von Humboldt on va trobar l'espècie Pereskia bleo. A Itàlia, Rose va ser hoste del Jardí Botànic Hanbury, va ser supervisat per Alwin Berger i va visitar col·leccions més petites a Roma, Nàpols, Venècia i Florència. Rose es va establir per primera vegada a Alemanya a Múnic sota la direcció de Ludwig Radlkofer i el Museu Botànic de Karl Goebel. Li va prendre més viatges a Berlín en el d'Adolf Engler del Jardí Botànic de Berlín-Dahlem i de Ignaz Urban que va supervisar la recopilació les plantes derivades de les Índies Occidentals. A l'Halle es va informar per Leopold Quehl (1849-1922) de la seva col·lecció de Mammillarias. A Erfurt Rose va visitar a l'horticultura Haage & Schmidt i Haage Jr. La seva última parada a Alemanya va ser dirigit per Joseph Anton Purpus (1860-1932) del Jardí Botànic de Darmstadt. En el camí de retorn, va consultar a Anvers, en la col·lecció privada de Frans de Laet (1866-1928).

## Excursions botàniques
Les tasques de Britton i Rose també inclouen l'estudi dels cactus en els seus hàbitats naturals en les dues parts d'Amèrica. A principis de 1913 van tenir un primer viatge a les Índies Occidentals. Britton va recollir allí amb la seva esposa Elizabeth Gertrude Britton (1858-1934) i de Delia West Marble  i John Adolph Shafer (1863-1918) a Saint Thomas i les Illes Verges Nord-americanes. De març a abril de 1913 va continuar la seva recerca a Puerto Rico i després a Curaçao. Rose, acompanyat pels seus dos assistents William Reed Fitch i Paul George Russell, també va deixar Saint Thomas. Va continuar a Saint Croix, St. Kitts, illa d'Antigua i la Hispaniola. Britton va dedicar els seus estudis a Puerto Rico el 1914 i 1915. El 1914 Britton va explorar tota la costa sud-occidental i les illes de Desecheo, Mona i Caja de Muertos. Va ser assistit per John Francis Cowell (1852-1915) i Stewardson Brown (1867-1921).
Rose va explorar el 1916, algunes zones de cactus a Amèrica del Sud. Després de breus estades a Jamaica i Panamà, el 1914 es va traslladar a la costa oest d'Amèrica del Sud, on va treballar al centre i el sud de Perú, centre de Bolívia i nord i centre de Xile. A Santiago de Xile Rose va examinar algunes espècie tipus de Rodolfo Amando Philippi rebuts per Johannes Söhrens († 1934), algunes espècies rares del jardí botànic local. El 1915 Rose en companyia de Paul G. Russell van viatjar a la costa est d'Amèrica del Sud. Al Brasil, va estudiar principalment Bahia i l'àrea al voltant de Rio de Janeiro. Allí va conèixer a Rose a Leo Zehntner (1864–1961) i Albert Löfgren (1854-1918). A Argentina, va ser la ciutat de Mendoza i la província de Córdoba el focus principal de la seva activitat. Durant la seva estada, va conèixer a Carlos Luis Spegazzini, Cristóbal María Hicken (1875–1933) i Carlos Samuel Reed (1888–1949).
Britton va examinar en 1916, acompanyat per Percy Wilson (1879-1944), a Cuba les zones de cactus de les províncies de l'Havana i Matanzas i de l'illa de la Juventud. Rose i la seva esposa van estudiar a l'octubre i novembre de 1916 a Curaçao i Veneçuela, especialment a les zones al voltant de La Guaira i Puerto Cabello.
El 1918, Rose va realitzar amb el seu fill George Rose en nom del Departament d'Agricultura dels Estats Units, l'Herbari Gray, de la Universitat Harvard i de la New York Botanical Garden un últim viatge de recerca a l'Equador. La recerca iniciada a Mèxic per Rose no va poder continuar a causa a la situació incerta causada per la Revolució Mexicana.

## Treball
The Cactaceae va ser publicat des de juny de 1919 fins a desembre de 1923 en quatre volums. El primer volum es va publicar el 21 de juny de 1919 i contenia 36 plaques i 302 il·lustracions en el text. En ell, les dues tribus Pereskieae i Opuntieae van ser tractades. Amb la publicació del segon volum el 9 de setembre de 1920, el treball va continuar. El volum contenia 40 plaques i 305 imatges addicionals. En el seu tractament de la tribu cereeae va començar la subtribu Cereanae i Hylocereana. El 12 d'octubre de 1922, seguit pel tercer volum, que es va il·lustrar amb 24 plaques de gran grandària i altres 250 il·lustracions, es va ocupar de les subtribus Echinocereanae, Echinocactanae i Cactanae. La conclusió es va formar el 24 de desembre de 1923, la publicació del quart volum, que incloïa altres 37 plaques i 263 il·lustracions i les altres subtribus Coryphanthanae, Epipyllanae i Rhipsalidanae havien de acontentar.
La majoria de les il·lustracions van ser de Mary Emily Eaton. Uns altres de Louis Charles Christopher Krieger (1873–1940), la japonesa Kako Morita (1870-1931), A. A. Newton, Deborah Griscom Passmore (1840–1911) i la senyoreta E. I. Schutt. Les làmines a color van ser publicades per A. Hoen & Co..

## Sistemàtica
Nathaniel Lord Britton i Joseph Nelson Rose van acceptar 124 gèneres amb 1325 espècies[9] en les tres tribus Pereskieae, Opuntieae i Cereeae. Ells van seguir bàsicament les consideracions de Karl Moritz Schumann, qui en 1897 en la seva obra la Gesamtbeschreibung der Kakteen inclou les subfamílies ara generalment reconegudes Pereskioideae, Opuntioideae i Cereoideae (avui Cactoideae). Britton i Rose van plantejar diverses revisions duta a terme del gènere Cereus per Alwin Berger, tractada com a taxons subgèneres al rang de gènere. A més, es descriuen diversos nous gèneres. La tribu Cereeae es divideix en vuit subtribus.
- Tribu Pereskieae
  - Pereskia
- Tribu Opuntieae
  - Pereskiopsis
  - Quiabentia
  - Pterocactus
  - Nopalea
  - Tacinga
  - Maihuenia
  - Opuntia
    - Subgènere Cylindropuntia

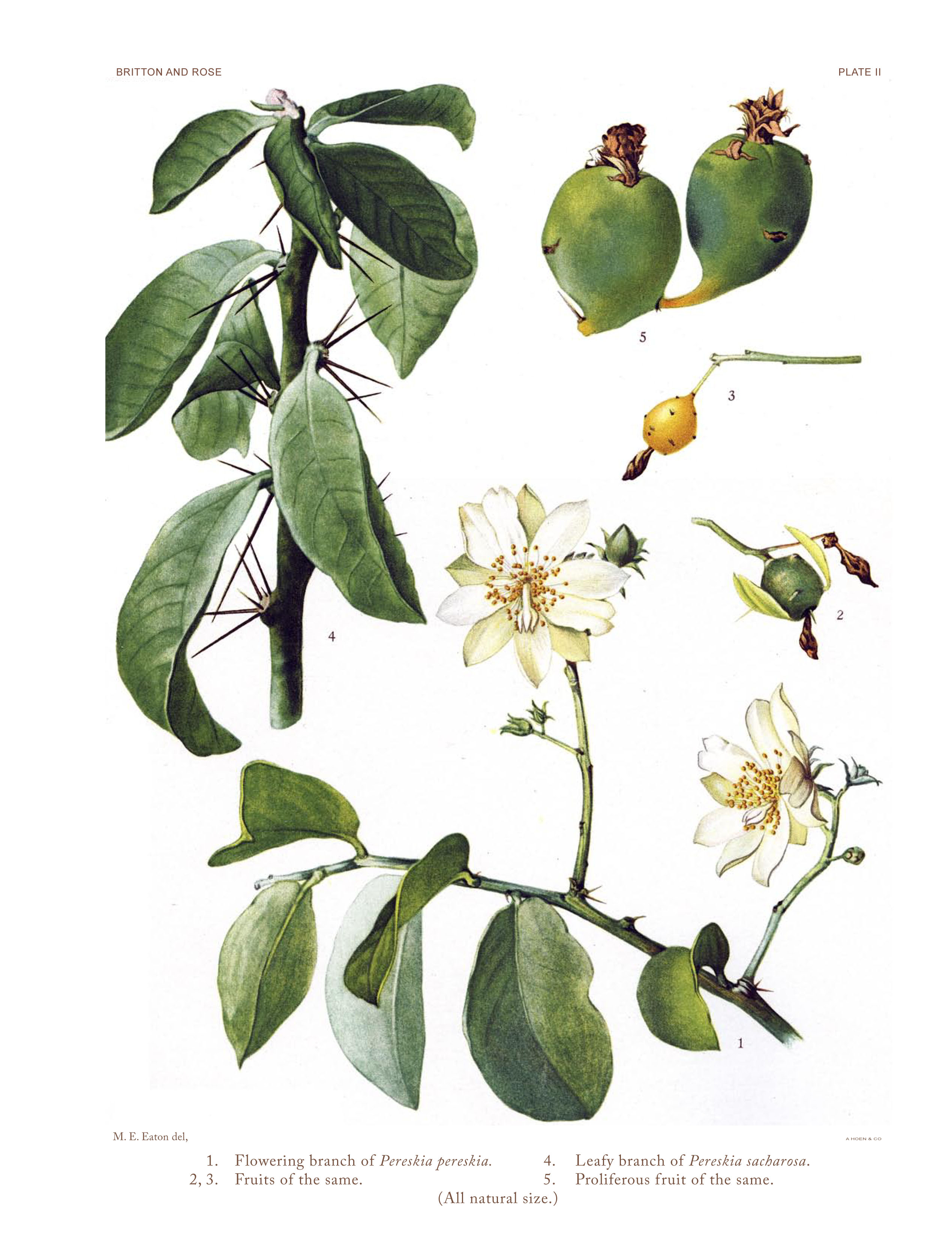
Pereskia pereskia així com una branca amb fulles i els fruits de Pereskia sacharosa.

      - dividits en Ramosissimae, Leptocaules, Thurberianae, Echinocarpae, Bigelovianae, Imbricatae, Fulgidae, Vestitae, Clavarioides, Salmianae, Subulatae, Miquelianae, Clavatae

    - Subgènere Tephrocactus
      - dividits en Weberianae, Floccosae, Glomeratae, Pentlandianae

    - Subgènere Platyopuntia
      - dividits Pumilae, Curassavicae, Aurantiacae, Pisciformes, Tunae, Basilares, Inamoeneae, Tortispinae, Sulphureae, Strigiles, Setispinae, Phaecanthae, Elatiores, Elatae, Scheerianae, Dillenianae, Macdougalianae, Tomentosae, Leucotrichae, Orbiculatae, Ficus-indicae, Streptacanthae, Robustae, Polyacanthae, Stenopetalae, Palmadorae, Spinossimae, Brasilienses, Ammophilae, Chaffeyanae

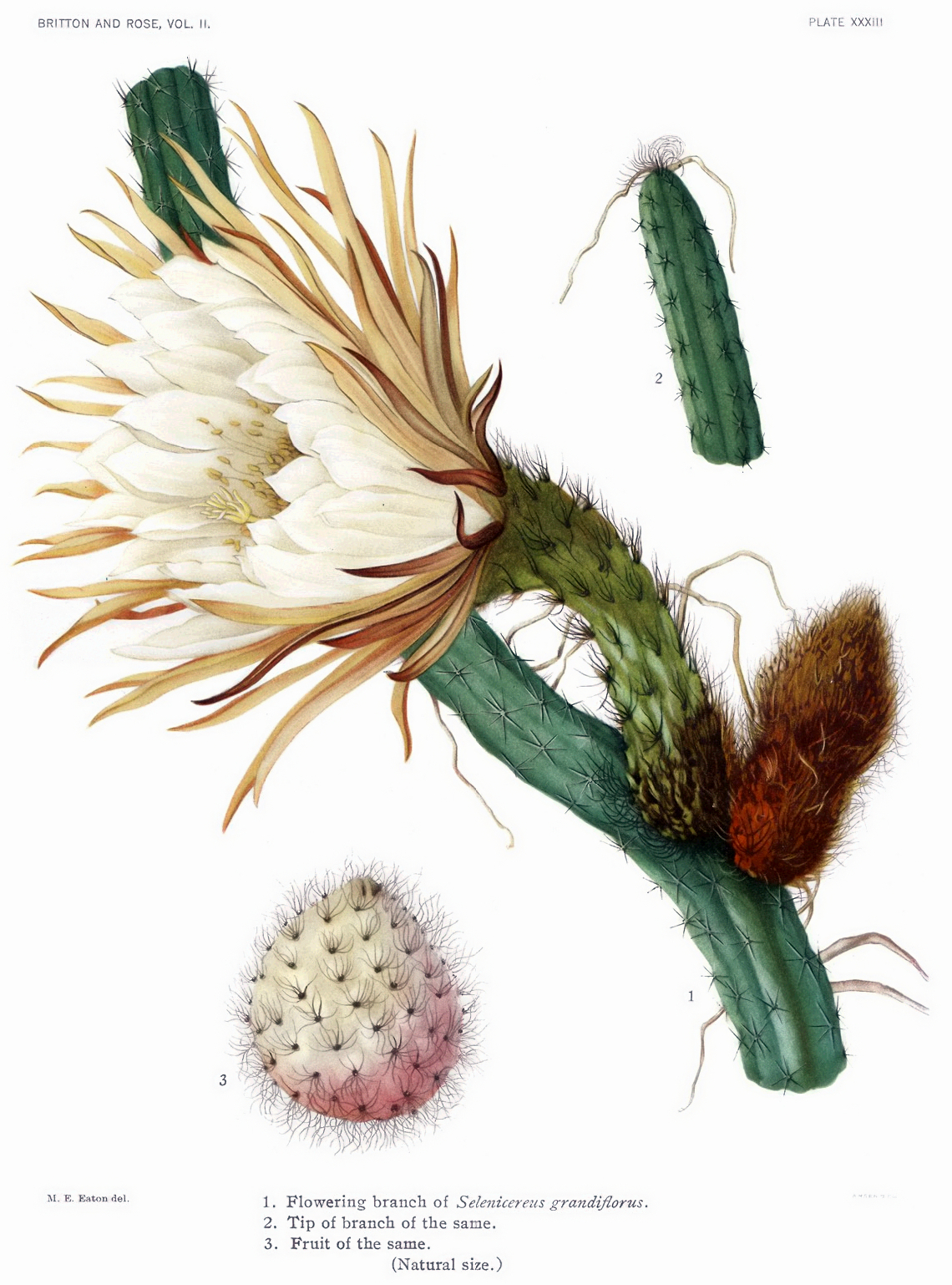
La placa 33 del volum 2 mostra Selenicereus grandiflorus.

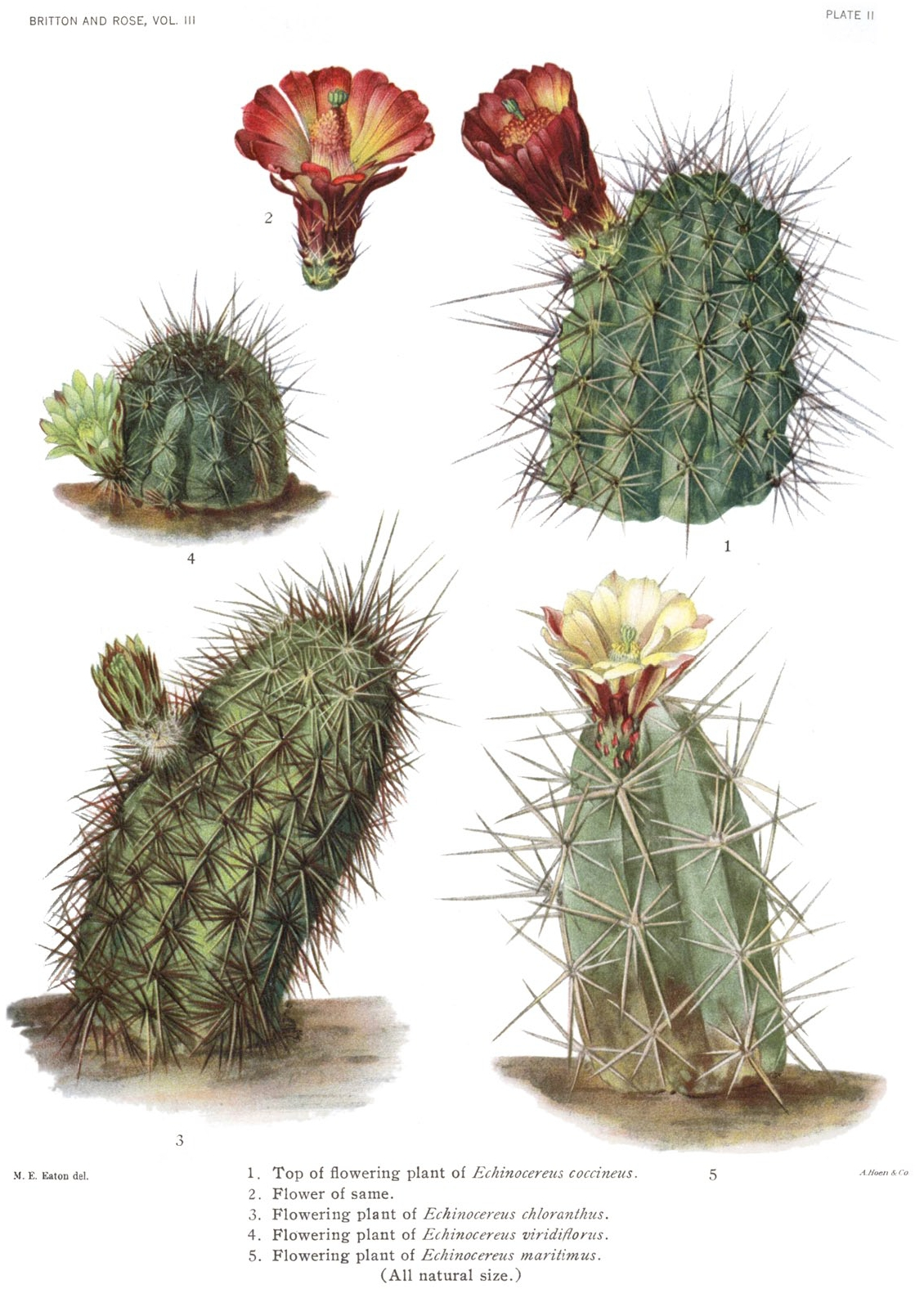
La placa 2 del volum 3 amb Echinocereus coccineus, Echinocereus chloranthus, Echinocereus viridiflorus i Echinocereus maritimus.

  - Grusonia

- Tribu Cereeae
  - Subtribu Cereanae
    - Cereus
    - Monvillea
    - Cephalocereus
    - Espostoa
    - Browningia
    - Stetsonia
    - Escontria
    - Corryocactus
    - Pachycereus
    - Leptocereus
    - Eulychnia
    - Lamaireocereus
    - Erdisia
    - Bergerocactus
    - Leocereus
    - Wilcoxia
    - Peniocereus
    - Dendocereus
    - Machaerocereus
    - Nyctocereus
    - Brachycereus
    - Acanthocereus
    - Heliocereus
    - Trichocereus
    - Jasminocereus
    - Harrisia
    - Borzicactus
    - Carnegiea
    - Binghamia
    - Rathbunia
    - Arrojadoa
    - Oreocereus
    - Facheiroa
    - Cleistocactus
    - Zehntnerella
    - Lophocereus
    - Myrtillocactus
    - Neoraimondia
    - Neoabbottia

  - Subtribu Hylocereanae
    - Hylocereus
    - Wilmattea
    - Selenicereus
    - Medicactus
    - Deamia
    - Weberocereus
    - Werckleocereus
    - Aporocactus
    - Strophocactus

- - Subtribu Echinocereanae
    - Echinocereus
    - Austrocactus
    - Rebutia
    - Chamaecereus
    - Lobivia
    - Echinopsis

  - Subtribu Echinocactanae
    - Denmoza
    - Ariocarpus
    - Lophophora
    - Copiapoa
    - Pediocactus
    - Toumeya
    - Epithelantha
    - Neoporteria
    - Arequipa
    - Oroya
    - Matuacana
    - Hamatocactus
    - Strombocactus
    - Leuchtenbergia
    - Echinofossulocactus
    - Ferocactus
    - Echinomastus
    - Gymnocalycium
    - Echinocactus
    - Homocephala
    - Astrophytum
    - Eriosyce
    - Malacocarpus
    - Hickenia
    - Frailea
    - Mila
    - Sclerocactus
    - Utahia

  - Subtribu Cactanae
    - Discocactus
    - Cactus

  - Subtribu Coryphanthanae
    - Ancistrocactus
    - Thelocactus
    - Neolloydia
    - Mamillopsis
    - Cochemiea
    - Coryphantha
    - Neobesseya
    - Escobaria
    - Bartschella
    - Pelecyphora
    - Phellosperma
    - Dolichothele
    - Solisia
    - Neomammillaria

  - Subtribu Epipyllanae
    - Zygocactus
    - Epiphyllanthus
    - Schlumbergera
    - Epiphyllum
    - Disocactus
    - Chiapasia
    - Eccremocactus
    - Nopalxochia
    - Wittia

  - Subtribu Rhipsalidanae
    - Erythrorhipsalis
    - Rhipsalidopsis
    - Pfeiffera
    - Acanthorhipsalis
    - Pseudorhipsalis
    - Lepismium
    - Hatiora
    - Rhipsalis